# 福格特
福格特（德語：Vogt，發音：[foːkt] ⓘ）是德国巴登-符腾堡州蒂宾根行政区拉芬斯堡县的市镇，面积22.3平方千米，2023年12月31日人口为4,710人。